# Йоахім Зандер
Йоахім Зандер (нім. Joachim Sander; 7 серпня 1898, Вернігероде — 3 листопада 1944, Гольдап) — німецький офіцер, оберст вермахту (1 серпня 1943). Кавалер Лицарського хреста Залізного хреста з дубовим листям.

## Біографія
Учасник Першої світової війни. В 1919 році демобілізований, офіцер резерву. 26 серпня 1939 року призваний в армію, командир 5-ї роти 9-го стрілецького полку 3-ї легкої дивізії. Учасник Польської кампанії. З 1 квітня 1940 року — командир 8-го мотоциклетного батальйону 8-ї танкової дивізії, з якою брав участь у Французькій кампанії. З 1940 року — командир 3-го, з 1 червня 1940 року — 1-го батальйону 8-го піхотного полку своєї дивізії. З червня 1941 року брав участь у Німецько-радянській війні. Восени 1941 року тяжко поранений. З 1 січня 1942 року — командир 8-го запасного стрілецького батальйону. З грудня 1942 року — командир 201-го (пізніше перейменованого в 23-й) танкового полку 23-ї танкової дивізії. З 28 липня 1944 року — командир 31-го танкового полку. Загинув у бою.

## Нагороди
- Залізний хрест 2-го і 1-го класу
- Почесний хрест ветерана війни з мечами
- Застібка до Залізного хреста 2-го і 1-го класу
- Нагрудний знак «За танкову атаку»
- Медаль «За зимову кампанію на Сході 1941/42»
- Німецький хрест в золоті (24 травня 1943)
- Лицарський хрест Залізного хреста з дубовим листям
  - лицарський хрест (19 вересня 1943)
  - дубове листя (№729; 5 лютого 1945)
- Відзначений у Вермахтберіхт (9 листопада 1944)